# 2MASS-GC02
2MASS-GC02 eller Hurt 2 är en klotformig stjärnhop i Skytten. Den upptäcktes år 2000.